# Greta championi
Greta championi är en fjärilsart som beskrevs av Lamas 1978. Greta championi ingår i släktet Greta och familjen praktfjärilar. Inga underarter finns listade i Catalogue of Life.